# Walter Coronda
Walter Ignacio Coronda (* 11. Januar 1974 in Buenos Aires) ist ein argentinischer Gitarrist des Gypsy-Jazz.

## Leben und Wirken
Coronda wurde bereits als Kind durch den Stil von Django Reinhardt beeinflusst. Jon Larsen holte ihn 1997 als Solist zu seinem Album Stringtime in Buenos Aires. Er war an den Alben Grama (2000) und Esencia (2012) von Walter Malosetti beteiligt. Seit 2011 veröffentlichte er mehrere Alben unter eigenem Namen, zunächst Gypsy Jazz Vol. 1 und 2 (2011–13), dem 2014 Uno de estos días (mit Germán Faviere) und 2016 Walter Coronda folgten. 2018 legte er mit Germán Faviere Swing en Buenos Aires vor.
2011 partizipierte Coronda am Festival in Samois-sur-Seine und weiteren Festivals in Europa. Zudem spielte er mit Musikern wie Albert Bello, Biel Ballester, Valentin Moya, Thomas Kretzschmar, aber auch mit Chino Swingslide, Les Doigts de L´homme, Nicotine Swing, Le son du Swing und dem Hot Club de Santa Cruz. Er nahm mehrere Tracks für das Album Django Festival Vol. 6 (Hot Club Records of Norway, 2013) auf.